# Unterstützungskommando (WHNS)

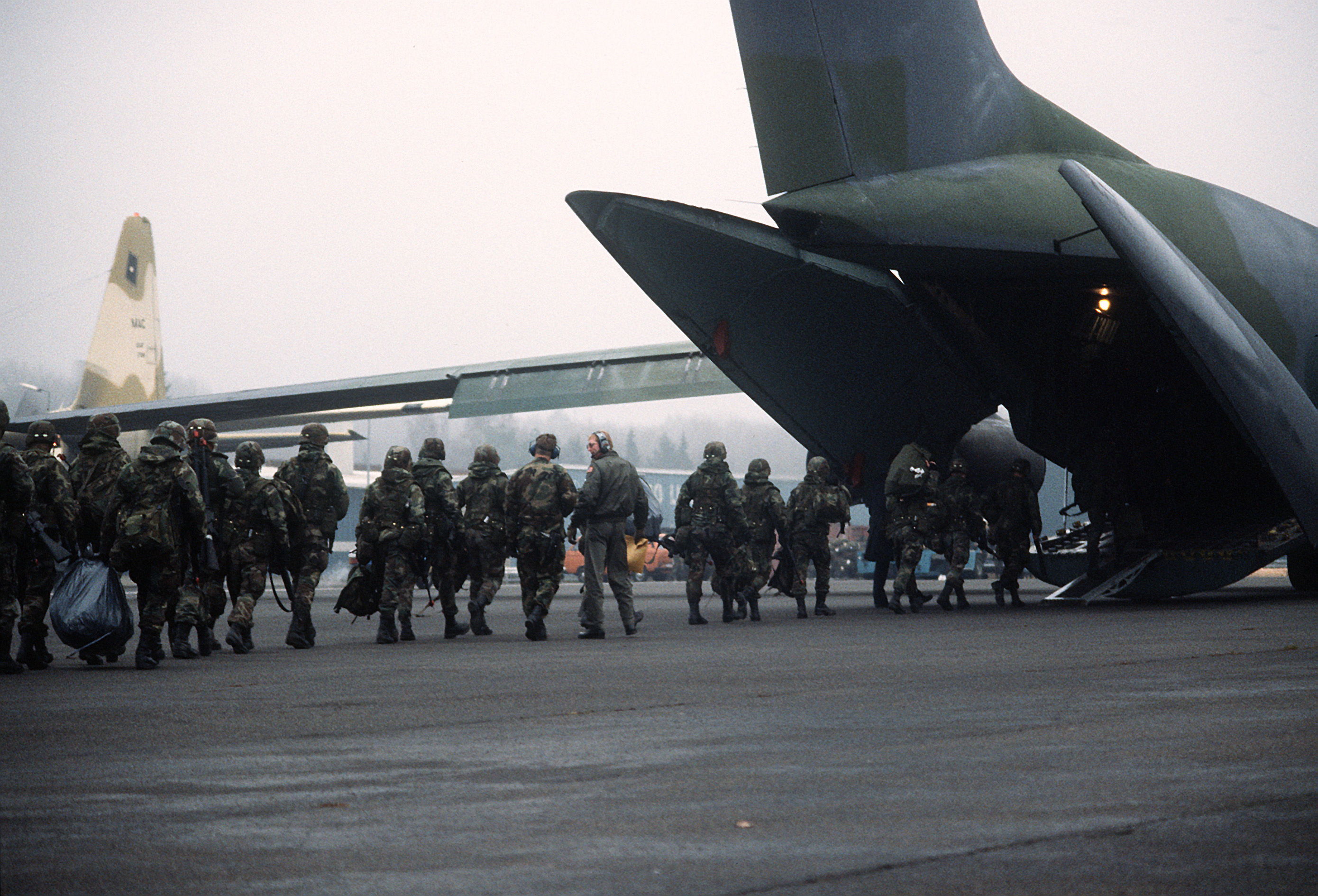
Im Rahmen von REFORGER wurde auch die Mobilmachung im Rahmen des WHNS-Vertrages geübt

Die Unterstützungskommandos der Bundeswehr waren Großverbände des Territorialheeres. Hauptaufgabe war die Unterstützung der US-amerikanischen Streitkräfte bei der Mobilmachung im Rahmen des Wartime Host Nation Support (WHNS). Das WHNS-Programm existierte von 1982 bis 1997.

## Geschichte

### Politischer Hintergrund
Anfang der 1970er-Jahre war im Kräfteverhältnis zwischen NATO und Warschauer Pakt durch die Aufrüstungsbemühungen der Sowjetunion eine neue Situation im Kalten Krieg eingetreten.
- Bei den strategischen Atomwaffen bestand eine Patt-Situation, da beide Seiten über eine Zweitschlagfähigkeit verfügten.
- Durch die Indienststellung der SS-20 war ein sowjetisches Übergewicht  bei den Mittelstreckenraketen entstanden. Dem begegnete die NATO durch den Doppelbeschluss vom 12. Dezember 1979.
- Der bisherige qualitative Vorsprung der Landstreitkräfte der NATO in Mitteleuropa verringerte sich durch die Einführung moderner Kampf- und Schützenpanzer sowie neuer Panzerhaubitzen und gepanzerter Flugabwehrwaffen bei den Armeen der UdSSR und ihrer Verbündeten. Deren zahlenmäßige Überlegenheit erhielt so eine neue qualitative Dimension. Als Reaktion darauf wurden durch die Bundesrepublik Deutschland einerseits ab 1975 die noch fehlenden dritten Brigaden bei der 7., 10. und 12. Panzerdivision aufgestellt und damit der NATO-Beitrag von 36 Brigaden erfüllt, andererseits der WHNS-Vertrag abgeschlossen. Dadurch sollte eine weitere Steigerung des Abschreckungswerts der NATO-Streitkräfte erreicht und die Fähigkeit zur flexiblen Reaktion innerhalb der NATO-Strategie erhöht werden.

### WHNS-Abkommen
Nach der bisherigen NATO-Planung für eine schnelle Zuführung von Streitkräften aus den Vereinigten Staaten und Kanada nach Europa (Rapid Reinforcement Concept (RRC)) sollten diese Verstärkungen innerhalb von 30 Tagen in Europa einsatzbereit sein.
Am 15. April 1982 schlossen die Vereinigten Staaten und die Bundesrepublik Deutschland aufgrund Art. 3 des Nordatlantikvertrags und gemäß den Bestimmungen des NATO-Truppenstatuts einschließlich des Zusatzabkommens das Abkommen über Unterstützung durch den Aufnahmestaat in Krise oder Krieg (engl. Wartime Host Nation Support, WHNS).
In diesem Vertrag verpflichteten sich die Vereinigten Staaten, innerhalb von zehn Tagen zusätzlich sechs Divisionen und 1.000 Kampfflugzeuge in der Bundesrepublik Deutschland zu stationieren. Das Material (Kampf- und Transportfahrzeuge, Waffen, Versorgungsgüter usw.) dieser Divisionen war in Deutschland oder im unmittelbar angrenzenden Ausland eingelagert. Durch das schnelle Heranführen des Personals aus Übersee, das dann lediglich das Material übernehmen und aktivieren musste, sollte die rasche Verstärkung der konventionellen Streitkräfte in Europa ermöglicht werden.
Im Gegenzug verpflichtete sich die Bundesrepublik, entsprechende Unterstützungsleistungen zu erbringen. Art und Umfang der militärischen Leistungen sowie Ausstattung, Ausbildung und Organisation der Unterstützungskräfte wurde im „Folgevertrag Militärische Leistungen“ im Juni 1986 festgelegt. Diese umfassten im Einzelnen:
- Sicherung von 57 Objekten (Standorten)
- Täglicher Transport von 6.800 t Material und 7.000 Kubikmeter Betriebsstoffen sowie Umschlag von 72.900 t,
- Einrichtung von Versorgungsplätzen für bis zu 1.700 Verwundete
- die Schaffung von Übernahmekapazitäten von täglich bis zu 200 Kriegsgefangenen

Hinzu kam die Instandsetzung bzw. der Ausbau von 26 Flughäfen.
Das benötigte Material war in vier Klassen eingeteilt:
- I. deutsches STAN-Material  (persönliche Bekleidung und  Ausrüstung, Handwaffen) von Deutschland bezahlt,
- II. deutsches STAN-Material (über 850 definierte Artikel, z. B. Panzerfäuste, Feuerlöscher, Umrüstsätze für zivile Kfz) von den Vereinigten Staaten bezahlt,
- III.  US-amerikanisches Armee-Material  (Schwerlasttransporter, Gabelstapler, Tarnnetze) von den Vereinigten Staaten bezahlt,
- IV. deutsche materielle Mobilmachungs-Ergänzung (vor allem Kraftfahrzeuge) von Deutschland gestellt.

Zur Wahrnehmung des Unterstützungsauftrags wurden sechs Unterstützungskommandos aufgestellt.

### Aufstellung
Am 11. Januar 1982 wurde in der Konrad-Adenauer-Kaserne in Köln-Raderthal zunächst der Planungsstab WHNS aufgestellt. Er sollte die Realisierbarkeitsuntersuchungen für die dem Heer übertragenen WHNS-Aufgaben durchführen, die Planungsgrundlagen für die Aufbau- und Ablauforganisation erarbeiten und die Voraussetzungen für Realisierungsentscheidungen des Führungsstabes des Heeres schaffen. Der Planungsstab, der am 1. Oktober 1983 in Unterstützungskommando WHNS umbenannt wurde, schloss seine Arbeit zum Jahresende 1985 ab und die Unterstützungskommandos wurden in der Folgezeit aufgestellt.

### Auflösung
Am 27. April 1995 kündigten die Vereinigten Staaten als Konsequenz der veränderten sicherheits- und militärpolitischen Lage in Europa das WHNS-Abkommen.
Im Rahmen der Umsetzung der Heeresstruktur 5 wurden die deutschen Unterstützungskommandos für die US-amerikanischen Verstärkungskräfte zwischen September 1992 und März 1997 aufgelöst.

## Auftrag
Die Unterstützungskommandos hatten die Aufgabe, Unterstützungsforderungen der Streitkräfte der Vereinigten Staaten nach den Führungs- und Einsatzgrundsätzen sowie den logistischen Verfahren der Bundeswehr im Rahmen der vertraglichen Vereinbarungen zu erfüllen. Dazu gehörten im Einzelnen
- der Transport und Umschlag von Versorgungsgütern sowie das Einrichten und Betreiben von Versorgungspunkten,
- das Sichern von Truppen, Einrichtungen und Objekten,
- der Transport von Verwundeten,
- das Erzeugen / Einsetzen von künstlichem Nebel,
- der Kriegsbrückenbau,
- das Instandsetzen von Waffen und Gerät,
- die Aufnahme von Kriegsgefangenen.

Sie arbeiteten hierzu unmittelbar mit den zu unterstützenden US-amerikanischen Bedarfsträgern zusammen.
Im Frieden wurden hierzu von den Ukdos entsprechende Vorbereitungen getroffen:
- die Aufstellung von Mobilmachungstruppenteilen sowie die Vorbereitung der Alarmierung und Mobilmachung einschließlich der Einrichtung von Mobilmachungsstützpunkten,
- das Entwickeln, Abstimmen und Festlegen der Verfahren für das Zusammenwirken der Truppenteile mit den zu unterstützenden Truppen der Vereinigten Staaten,
- die Teilnahme an Übungen der entsprechenden US-amerikanischen Einheiten, insbesondere im Zusammenhang mit den Return of Forces to Germany (REFORGER) Manövern.

## Organisation

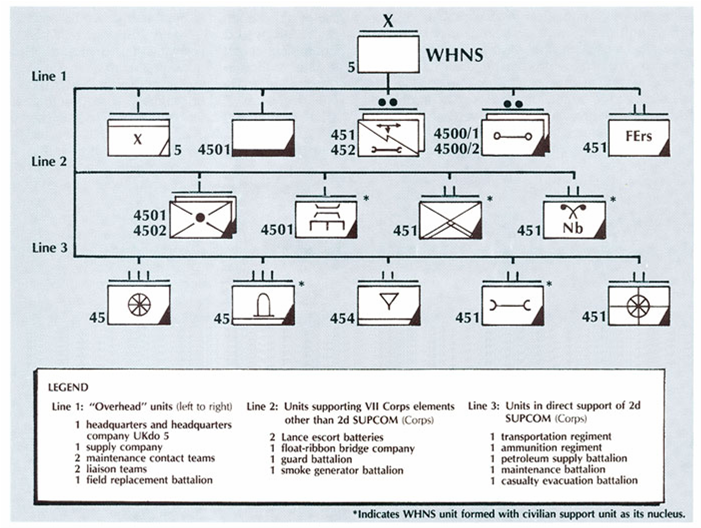
Gliederung des Unterstützungskommandos 5 in amerikanischen Unterlagen

Die Unterstützungskommandos waren sehr unterschiedlich gegliedert, da sie mit unterschiedlichen amerikanischen Kommandobehörden und unter Annahme verschiedener Lagen zusammenarbeiten sollten. Die aufgestellten Truppenteile umfassten Verbände und Einheiten mit unmittelbarem Unterstützungsauftrag sowie zur Führung, Versorgung und Personalersatz der eigenen Truppenteile. Die Friedensaufgaben sollten für den Heeresanteil durch präsente Kräfte in Form von etwa 780 Soldaten und 620 zivilen Mitarbeitern erfüllt werden. Dazu kamen 650 Wehrübungsplätze (Planungszahl, Stelle, auf der an jedem Tag eines Jahres ein Reservist eine Wehrübung leisten kann). Im Fall von Krise und Krieg sollten diese Kräfte durch Einberufung von Reservisten auf etwa 85.000 Mann anwachsen. Die materielle Ausstattung der Unterstützungskommandos bestand zu etwa 60 % aus Gerät der materiellen Mobilmachungsergänzung und zu je 20 % aus STAN-Gerät der Bundeswehr und US-amerikanischem Material. Aufgestellt wurden folgende Unterstützungskommandos:
- Unterstützungskommando 3, Stab in Köln, unterstellt Wehrbereichskommando III, Aufstellung 1986, Auflösung 1994
- Unterstützungskommando 4, zuletzt Diez, Wehrbereichskommando IV, 1986–1997
- Unterstützungskommando 5, Ludwigsburg, Wehrbereichskommando V, 1986–1993
- Unterstützungskommando 7, Mönchengladbach, Territorialkommando Nord 1988–1992
- Unterstützungskommando 8, Zweibrücken, Territorialkommando Süd, 1986–1997
- Unterstützungskommando 9, zuletzt Philippsburg, Territorialkommando Süd, 1986–1997